# Акжужт
Акжу́жт (араб. أكجوجت, фр. Akjoujt) — місто в західній частині Мавританії, адміністративний центр області Інширі.

## Опис
Розташоване за 195 км на північний захід від міста Атар та за 256 км на північний схід від Нуакшоту, на висоті 123 м над рівнем моря. Було створене як шахтарське містечко для видобутку міді. У 1970 році розробка родовища була припинена, і в Акжужті більше не залишилося виробництва .

## Відомі уродженці
У місті народився чинний президент Мавританії (з 2009 року), Мохаммед ульд Абдель Азіз.